# Национална футболна конференция
Националната футболна конференция (НФК) (на английски: National Football Conference, NFC) е една от двете конференции, съставящи Националната футболна лига (НФЛ). Състои се от 16 отбора, разпределени в 4 дивизии – Източна, Северна, Южна и Западна.

## История
НФК е създадена през 1970 при обединението на Националната футболна лига и Американската футболна лига (АФЛ). Първоначално е съставена от 13 отбора – всички дотогавашни членове на НФЛ без Кливлънд Браунс, Питсбърг Стийлърс и Балтимор Колтс, които се присъединяват към Американската футболна конференция (АФК). Тринадесетте отбора трябва да се разпределят в 3 дивизии, но собствениците им не могат да се споразумеят за състава на дивизиите и прибягват до жребий. В крайна сметка подредбата е:
- Източна – Далас Каубойс, Ню Йорк Джайънтс, Филаделфия Ийгълс, Сейнт Луис Кардиналс, Уошингтън Редскинс
- Централна – Чикаго Беърс, Детройт Лайънс, Грийн Бей Пакърс, Минесота Вайкингс
- Западна – Атланта Фалкънс, Лос Анджелис Рамс, Ню Орлиънс Сейнтс, Сан Франциско Фортинайнърс

Впоследствие към конференцията са добавени 3 нови отбора – Тампа Бей Бъканиърс(1977), Каролина Пантърс (1995)и Сиатъл Сийхоукс (2002).
През 2002 е извършено преструктуриране, дивизиите са увеличени на четири и конференцията добива днешният си вид.
От 1970 насам отборите от НФК са спечелили 25 от 47 издания на Супербоул .

## Структура на сезона
В редовния сезон във всеки отбор играе по 16 мача. 6 от тях са срещу отборите от неговата дивизия – по два мача срещу отбор на разменено домакинство. Останалите 10 мача варират според сезона, като 6 са срещу отбори от НФК, а 4 – срещу отбори от АФК.
След края на редовния сезон шестте най-добри отбора в НФК участват в плейофи – четирите шампиони на дивизиите плюс още два отбора с най-добри показатели (т.н. уайлд кард отбори). Шампионът на НФК печели трофея Джорж Халас и уаства в Супербоул срещу шампиона на АФК.

## Лого
Оригиналното лого на НФК, използвано от 1970 до 2009 г. представлява оцветена в синьо буква 'N' с 3 звезди в нея, символизиращи 3-те дивизии на конференцията. През 2010 логото е променено – добавена е 4-та звезда, тъй като от 2002 дивизиите вече са 4. 